# Pelican Bowl
Le Pelican Bowl était un match annuel de football américain organisé entre 1972 et 1975 par la NCAA et qui opposait des équipes issues de la Division II et des conférences Mid-Eastern Athletic Conference (MEAC) et Southwestern Athletic Conference (SWAC).
Il devait déterminer le champion national des universités noires (il s'agit d'universités créées avant 1964 dans le but de soutenir la minorité noire des États-Unis). Il n'y eut que 3 éditions et celles-ci furent toutes remportées par les équipes issues de la SWAC.
Le bowl n'est plus organisé à cause des faibles assistances aux matchs.
Néanmoins, de 1991 à 1999, un autre bowl est organisé en Floride. L'Heritage Bowl sera considéré comme le successeur du Pelican Bowl puisqu'il invitera les équipes issues des mêmes conférences. Malheureusement, celui-ci ne perdurera pas également à cause du manque de public aux matchs.

## Résultats
| Saisons | Dates            | Vainqueurs | Scores | Perdants               | Assistances | Conférences |
| ------- | ---------------- | ---------- | ------ | ---------------------- | ----------- | ----------- |
| 1972    | 21 novembre 1972 | Grambling  | 56-06  | North Carolina Central | 22 500      | SWAC - MEAC |
| 1974    | 7 décembre 1974  | Grambling  | 28-07  | South Carolina State   | 30 120      | SWAC - MEAC |
| 1975    | 3 janvier 1975   | Southern   | 15-12  | South Carolina State   | 6 748       | SWAC - MEAC |

## Statistiques par Équipes
| Équipes                | J | G | N | P | %     |
| ---------------------- | - | - | - | - | ----- |
| Grambling              | 2 | 2 | 0 | 0 | 1.000 |
| Southern               | 1 | 1 | 0 | 0 | 1.000 |
| South Carolina State   | 2 | 0 | 2 | 0 | 0.000 |
| North Carolina Central | 1 | 0 | 1 | 0 | 0.000 |

## Statistiques par conférences
| Conférences | G | N | P | %     |
| ----------- | - | - | - | ----- |
| SWAC        | 3 | 3 | 0 | 1.000 |
| MEAC        | 3 | 0 | 3 | 0.000 |